# Хвойницкая возвышенность

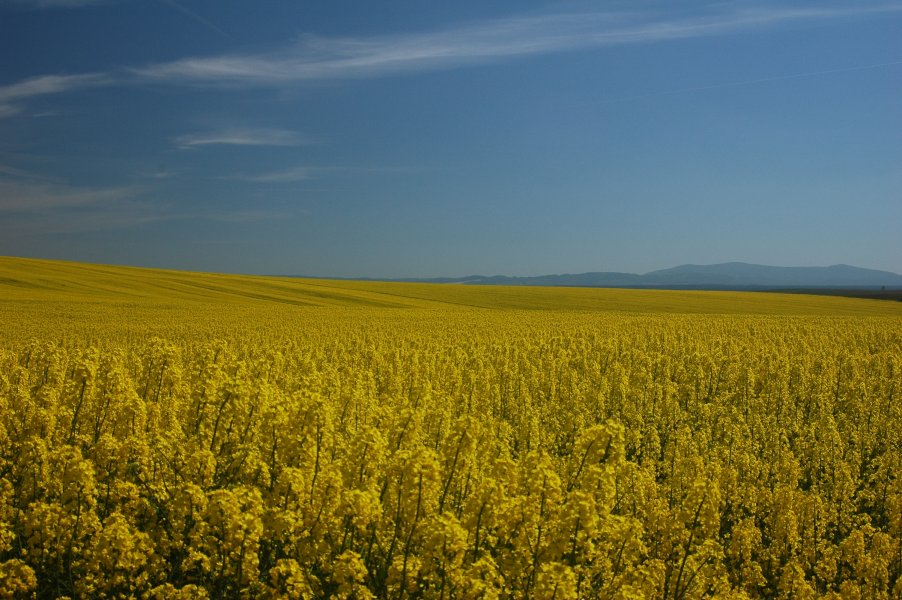
Хвойницкая возвышенность

Хвойницкая возвышенность (словац. Chvojnická pahorkatina) — часть Венского бассейна в западной Словакии, на территории Загорья. Геоморфологическое деление:
- Сеницкая возвышенность на юге
- Скалицкий лес на севере
- Унинская возвышенность на западе
- Замчиско в центре

Наивысшая точка — г. Замчиско (434 м.) в массиве Замчиско. На территории Хвойницкой возвышенности лежит город Сеница.